# Яановская церковь (Нарва)
Яановская церковь (эст. Narva Jaani kirik) — несохранившееся культовое сооружение в Нарве. Один из символов города с середины XVII до середины XX веков.
Находилась в исторической части города, на улице Виру, 18.

## История
Здание церкви строилось в 1641-1652 годах для шведской общины местными мастерами Элиасом Муром и Хансом Скиннером при участии, с 1644 года, Захария Хоффмана и Маттиаса Дауса. В 1659 году в крупном городском пожаре церковь лишилась кровли и колокольни и восстанавливалась около трёх лет. В 1690 году была перестроена внутри и снаружи. В 1691 году при церкви была открыта богадельня для престарелых прихожан.
В 1704 году российский император Пётр I захватил Нарву. Церковь была превращена размещением в ней иконостаса в русскую православную церковь во имя Александра Невского. Как православная церковь действовала до освящения Спасо-Преображенского собора 29 июня 1708 года и была закрыта. Богослужение в ней стало совершаться только в день Св. князя Александра Невского.
Депортированным в 1708 году из города немцам со временем (в 1718 году) было разрешено вернуться на прежнее место жительства.
В 1733 году, с восшествием на престол Анны Иоанновны, здание было передано немецкой общине взамен забранного у неё Домского собора. После ремонта пастор Каспар Маттиас Родден освятил его в 1734 году во имя Святого Иоанна Крестителя (церковь Св. Иоанна). Церковь неоднократно горела (в 1747 и в 1774 годах), неоднократно реставрировалась (в 1789 и в 1849—1850 годах), получила повреждения от артиллерийских обстрелов во время эстонской войны за независимость (1919).
Здание церкви было разрушено в 1944 году в ходе военных действий. В 1950-х годах разобраны и его руины.